# Fampoux
Fampoux és un municipi francès situat al departament del Pas de Calais i a la regió dels Alts de França. L'any 2007 tenia 1.090 habitants.

## Demografia

### Població
El 2007 la població de fet de Fampoux era de 1.090 persones. Hi havia 422 famílies de les quals 88 eren unipersonals (44 homes vivint sols i 44 dones vivint soles), 159 parelles sense fills, 163 parelles amb fills i 12 famílies monoparentals amb fills.
La població ha evolucionat segons el següent gràfic:
Habitants censats

### Habitatges
El 2007 hi havia 431 habitatges, 418 eren l'habitatge principal de la família, 4 eren segones residències i 9 estaven desocupats. 427 eren cases i 3 eren apartaments. Dels 418 habitatges principals, 382 estaven ocupats pels seus propietaris, 31 estaven llogats i ocupats pels llogaters i 6 estaven cedits a títol gratuït; 5 tenien dues cambres, 28 en tenien tres, 90 en tenien quatre i 296 en tenien cinc o més. 364 habitatges disposaven pel capbaix d'una plaça de pàrquing. A 153 habitatges hi havia un automòbil i a 223 n'hi havia dos o més.

### Piràmide de població
La piràmide de població per edats i sexe el 2009 era:
| Homes | Edats   | Dones |
| ----- | ------- | ----- |
| 0     | 95 o +  | 4     |
| 0     | 90 a 94 | 4     |
| 0     | 85 a 89 | 12    |
| 8     | 80 a 84 | 8     |
| 12    | 75 a 79 | 24    |
| 16    | 70 a 74 | 28    |
| 24    | 65 a 69 | 40    |
| 24    | 60 a 64 | 28    |
| 20    | 55 a 59 | 16    |
| 40    | 50 a 54 | 32    |
| 20    | 45 a 49 | 44    |
| 40    | 40 a 44 | 40    |
| 52    | 35 a 39 | 48    |
| 52    | 30 a 34 | 36    |
| 32    | 25 a 29 | 28    |
| 12    | 20 a 24 | 20    |
| 48    | 15 a 19 | 16    |
| 36    | 10 a 14 | 44    |
| 64    | 5 a 9   | 24    |
| 28    | 0 a 4   | 28    |

## Economia
El 2007 la població en edat de treballar era de 701 persones, 507 eren actives i 194 eren inactives. De les 507 persones actives 485 estaven ocupades (262 homes i 223 dones) i 22 estaven aturades (10 homes i 12 dones). De les 194 persones inactives 72 estaven jubilades, 69 estaven estudiant i 53 estaven classificades com a «altres inactius».

### Ingressos
El 2009 a Fampoux hi havia 416 unitats fiscals que integraven 1.105 persones, la mediana anual d'ingressos fiscals per persona era de 19.060 €.

### Activitats econòmiques
Dels 36 establiments que hi havia el 2007, 1 era d'una empresa alimentària, 1 d'una empresa de fabricació d'altres productes industrials, 11 d'empreses de construcció, 1 d'una empresa de comerç i reparació d'automòbils, 2 d'empreses de transport, 4 d'empreses d'hostatgeria i restauració, 1 d'una empresa d'informació i comunicació, 1 d'una empresa immobiliària, 7 d'empreses de serveis, 2 d'entitats de l'administració pública i 5 d'empreses classificades com a «altres activitats de serveis».
Dels 12 establiments de servei als particulars que hi havia el 2009, 1 era un guixaire pintor, 1 fusteria, 3 lampisteries, 3 electricistes, 1 empresa de construcció, 1 perruqueria i 2 restaurants.
L'únic establiment comercial que hi havia el 2009 era una fleca.
L'any 2000 a Fampoux hi havia 7 explotacions agrícoles que ocupaven un total de 476 hectàrees.

## Equipaments sanitaris i escolars
El 2009 hi havia una escola elemental.

## Poblacions més properes
El següent diagrama mostra les poblacions més properes.